# Aleksandr Yakovlevich Yashin
Aleksandr Yakovlevich Yashin (họ thật là Popov – tiếng Nga: Алекса́ндр Я́ковлевич Я́шин) (14/3/1913 – 11/7/1968) là nhà thơ, nhà văn Nga.

## Tiểu sử
Aleksandr Yashin sinh ở làng Bludnovo, tỉnh Vologda trong một gia đình nông dân. Năm 1931 học xong trường trung cấp sư phạm đi dạy học ở làng quê. Bắt đầu in thơ từ năm 1928. Tập thơ đầu tay Песни Северу (Những bài ca gửi miền bắc) in năm 1934. Từ năm 1935 ông sống ở Moskva. Năm 1941 tốt nghiệp trường viết văn mang tên Gorky. Trong những năm thế chiến II Aleksandr Yashin tình nguyện ra mặt trận làm cán bộ chính trị và làm báo. Ông tham gia chiến đấu bảo vệ Leningrad, Stalingrad và giải phóng Crime.
Sau chiến tranh ông đi về phương bắc, về miền Altai, về các công trình xây dựng nhà máy thủy điện và sau đấy là các vùng đất khai hoang, phản ánh cuộc sống xây dựng đất nước sau chiến tranh. Ông được tặng huân chương Sao đỏ và nhiều huân huy chương của nhà nước Xô viết. Ông mất ở Moskva ngày 11 tháng 6 năm 1968.

## Tác phẩm
Thơ:
- «Песни Северу» (1934)
- «Свежий хлеб» (1957)
- «Совесть» (1961)
- «Босиком по земле» (1965)
- «День творенья» (1968)

Trường ca:
- «Город гнева» (1943)
- «Алёна Фомина» (1949)

Văn xuôi:
- «Рычаги» (1956)
- «Вологодская свадьба» (1962)
- «Сирота» (1962)
- «Угощаю рябиной» (1965)

## Một số bài thơ
| Nếu mà em bị ngã xuống sông Thì anh xuống tìm tận đáy Trước sóng biển chẳng kinh hoàng Hay bóng tối hoàng hôn cũng vậy. Dù thú dữ mang em vào rừng Hay giấu em trong hang gấu Thì anh vẫn tìm ra con đường Dù từ muôn vạn nẻo. Và anh sẽ tìm ra con đường Đến con rắn mười đầu hung dữ Và anh vẫn sẽ cứu được em Dù trong tay Kaschei* đáng sợ… Nhưng em không ngã xuống sông Nước sông không hề có lỗi Mà em ngã vào tim anh Thì anh – chứ em đâu ngại. Dù sông có sâu hay không Con tim này không đủ sức Và từ đáy này muôn kiếp Anh không thể tìm được em. Chuyện như thế Chuyện như thế em tha thứ đã từng Và em từng biết cách yêu như thế Và em đã biết quên đi rất dễ Điều mà người ta không thể nào quên. Em bước đi với thanh thản nhẹ nhàng Với siêu thoát vào bần cùng, thiều thốn Và với vẻ con người Nga nhẫn nhịn Thập ác của người phụ nữ em mang. Em từng hiểu bằng tất cả tấm lòng Nỗi đau của người và điều tai họa Và lẽ tất nhiên là em từng ở Trong buồn vui: địa ngục lẫn thiên đàng. Không than van mà cũng chẳng thở dài Chỉ mong sao trong nhà mình hạnh phúc Em biện hộ ngay cả dù cái chết Và em bỏ qua tất cả cho người. Chỉ không chịu được giả dối mà thôi Không một điều gì dối gian chịu được Và tha thứ nó em không biết cách Không thể hiểu ra gian dối trên đời. Về tình yêu đơn phương Thà tình không lời đáp Chỉ mong được yêu thương Mong sao trên thế gian Ta vẫn còn dấu vết. Hoa cỏ mùi thuốc sắc Sẽ ngửi trong lều tranh Chỉ mong sao trong lòng Không có giờ chết ngắt. Bằng đất hay bằng trời Theo người ta yêu quý - Nghĩa là ta mua vé Để đi về tương lai. Dù sống trong hắt hủi Nhưng giây phút bất kỳ Từ dưới chân hiện ra Theo tiếng kêu tình ái. Số phận người cô đơn Không có gì đau khổ Nếu biển là biển cả Và đất toả mùi hương. Ta sẽ sống như chim Và hát, như dòng suối Chỉ mong cho còn lại Những đêm cứ chong đèn. Dù tình yêu đơn phương Dù tình không đáp lại Sẽ bằng cách nào đấy Với gánh nặng hoà mình. Chẳng than thân trách phận Miễn là được yêu thương. Hãy trao tình đơn phương Cho cái người đáng nhận. Nhưng mà ai sẵn lòng Để leo vào đống lửa? Vẫn còn có thời gian Để mà xem xét nữa. Bản dịch của Nguyễn Viết Thắng | Если б ты в реку упала Если б ты в реку упала, Я бы достал до дна, Мне и морского вала Сутемень не страшна. Если б в тайгу, в берлогу Зверь тебя уволок, Я бы нашел дорогу Даже из ста дорог. К девятиглавому змею Я бы просек пути, Даже из рук Кащея Смог бы тебя спасти... В реку ты не упала — Тут ни при чем вода: В сердце ты мне запала. Мне — не тебе беда. И глубоки ли реки, Сердце не им под стать С этого дна вовеки Мне тебя не достать. Ты такое прощала Ты такое прощала, Так умела любить, Так легко забывала, Что другим не забыть; На такие лишенья С отрешенностью шла, С чисто русским терпеньем Крест свой бабий несла; Так душой понимала Боль его и беду, Что, конечно, бывала И в раю и в аду; И ни вздохов, ни жалоб — Было б счастье в дому: Даже смерть оправдала б И простила б ему. Только лжи не стерпела, Лжи одной не снесла, Оправдать не сумела И понять не смогла. О безответной любви Пусть — безответно, Только бы любить, Только б не бесследно По земле ходить. Трав густым настоем Дышать в шалаше, Только бы простоев Не знать душе. Небом или сушей За любимой вслед — То же, что в грядущее Взять билет. Скрытно жить, в немилости. Но в любой миг Из-под ног вырасти На ее вскрик. Для меня не горе Судьба бобыля, Пахло б морем — море, И землей — земля. Буду жить, как птица, Петь, как ручей. Только б не лишиться Бессонных ночей. Пусть безответная, Пусть, пусть! Как-нибудь и с этою Ношей примирюсь. Ни на что не сетую, Только бы любить. Давай безответную — Так тому и быть. Впрочем, что ж охотно На костер лезть? Мы еще посмотрим, Время есть! |